# René Vallery-Radot
Pour les articles homonymes, voir Vallery-Radot.
René Vallery-Radot, né à Paris le 1er octobre 1853 et mort dans la même ville le 24 janvier 1933, est un écrivain français, gendre de Louis Pasteur dont il a écrit la première biographie.

## Biographie
Né à Paris (France) d’un père critique littéraire, bibliothécaire au Louvre et homme politique français, Vallery Radot (1814-1876) et de son épouse Rosella Guiard (1826-1916), elle-même nièce du romancier Eugène Sue et de Gabriel-Marie Legouvé, membre de l'Académie française.
Il fait ses études au collège de l'Immaculée-Conception à Vaugirard où il se lie d'amitié avec le fils de Louis Pasteur, Jean-Baptiste Pasteur, puis à la Faculté de droit de Paris. En 1876, il est secrétaire de François Buloz, directeur de la Revue des deux Mondes.  Entre 1874-1878, il rédige deux livres,.
En 1879, il devient le secrétaire de Charles de Freycinet, ministre des Travaux publics puis des Affaires étrangères puis enfin président du Conseil. La même année, il épouse (le 4 novembre 1879) la fille de Louis Pasteur, Marie-Louise, dont il aura deux enfants, Camille (1880-1932) et Louis.
Entre 1879-1895, il aide son beau-père à affronter ses détracteurs en prenant des contacts avec la presse, en répondant aux lettres des polémistes et en rédigeant ses discours. Beaucoup plus diplomate que son beau-père, il réussissait à lui faire réécrire des lettres rédigées sous le coup de la colère, car l'illustre savant était fort irascible. Cette volonté de Vallery-Radot d'arrondir les angles explique la surprise qu'on peut avoir quand, après avoir lu son livre La Vie de Pasteur on se plonge dans la correspondance de Pasteur lui-même, où se révèlent des aspects de son caractère sur lesquels son gendre avait jeté le manteau de Noé.
Vallery-Radot veille aussi sur la santé de Pasteur et l'accompagne dans les déplacements que lui imposent les nombreuses invitations envoyées de toutes les régions de France. En 1884, il publie une biographie très célèbre de Louis Pasteur En 1888, il participe à l'inauguration de l'Institut Pasteur. En 1889, il écrit la notice de Poésies d'Émile Guiard. En 1892, il participe à la cérémonie du Jubilé à la Sorbonne.
En 1895, à la mort de Louis Pasteur, il entreprend la rédaction d'une autre biographie de Pasteur qui paraît en 1900, traduite dans de nombreuses langues. En 1912, il édite un livre à tirage très limité contenant des dessins et des pastels de Louis Pasteur, où sont réunis des portraits de la mère, du père, des voisins, amis et parents de Louis Pasteur.

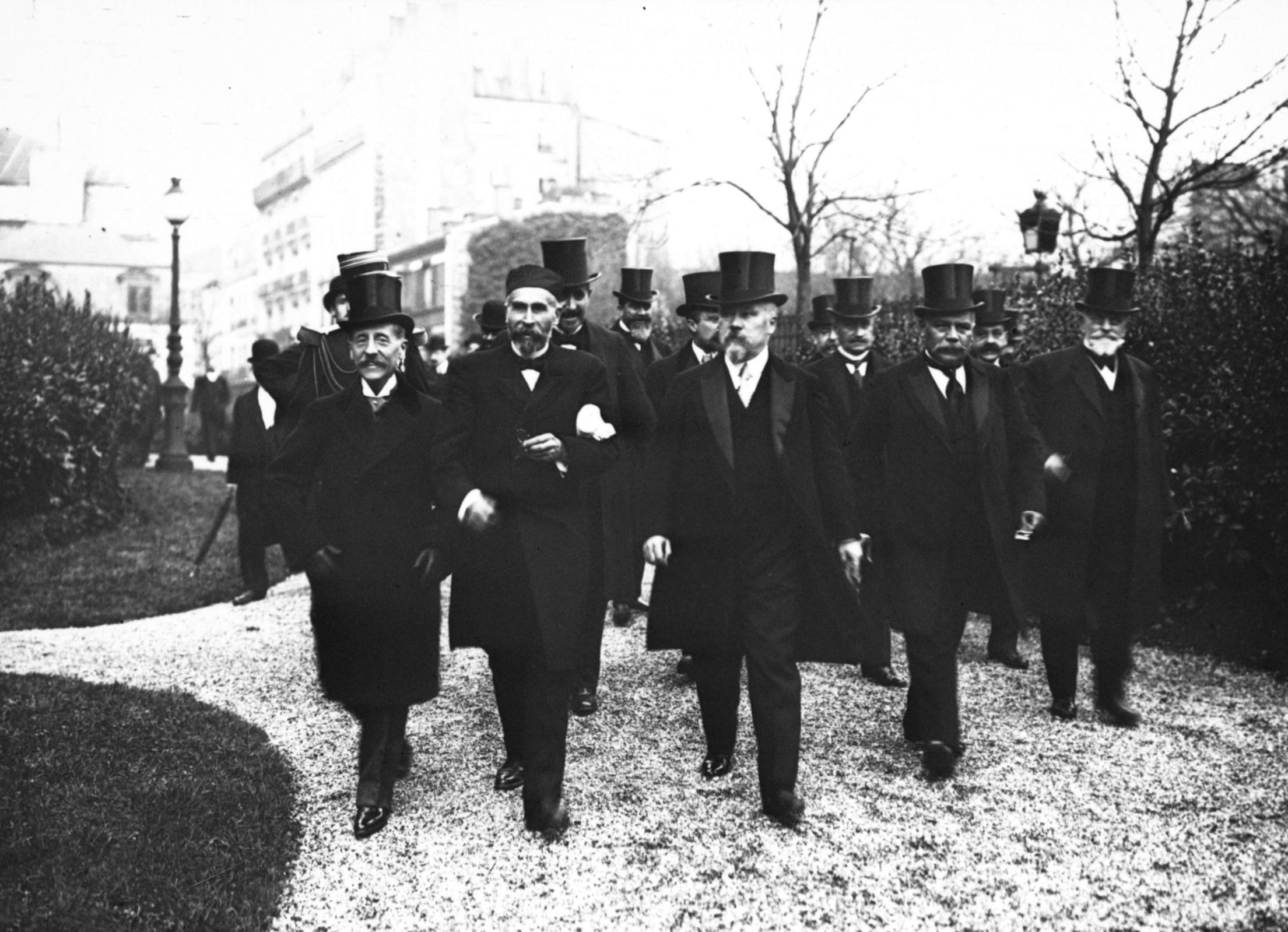
15 novembre 1913, de l'Institut Pasteur, cortège officiel, William Martin, Émile Roux, Raymond Poincaré, René Vallery-Radot et Antonin Dubost.

En 1913, il publie un opuscule en l’honneur de Mme Pasteur dont la mort était survenue en 1910. En 1922, il prend part aux manifestations célébrant le centième anniversaire de la naissance de son beau-père, à Paris, Dole et Arbois.
Il fait paraître plusieurs ouvrages littéraires sur la Bourgogne, Madame de Sévigné, ainsi que des introductions à diverses publications : correspondance du Duc d'Aumale avec Cuvillier-Fleury, biographie de Nicolas-Louis Planat de La Faye (d) , biographie d'Hégésippe Moreau, souvenirs littéraires de son père.
Il est mort à l'Hôpital Pasteur (Institut Pasteur) à Paris.

## Titres et distinctions
- Commandeur de la Légion d'honneur : le 9 septembre 1923[8].

- Fondateur et président de la Société des amis des soldats aveugles (1914-1918).
- Président de l'Office central des œuvres de bienfaisance.
- Commissaire aux comptes à la Société des amis des sciences.
- Président du Conseil d'administration de l'Institut Pasteur (Émile Roux en est alors le directeur et Albert Calmette, le sous-directeur) (1917-1933).
- Participe à la Société des Gens de lettres et veille au bon fonctionnement du Denier des veuves.
- Prix Montyon (1875, 1881 et 1889)
- Prix Alfred-Née (1902)

## Publications
- Journal d'un volontaire d'un an au 10e de ligne, Hetzel, prix Montyon de l’Académie française en 1875.
- Souvenirs littéraires, Paris, typ. Georges Chamerot (d) , 1877.
- L'Étudiant d'aujourd'hui, Hetzel, prix Montyon de l’Académie française en 1881.
- M. Pasteur. Histoire d'un savant par un ignorant, Hetzel, 1883.
- Madame de Sévigné, prix Montyon de l’Académie française en 1889.
- Vues de Constantinople, depuis Chateaubriand jusqu'à Loti,1892.
- Un coin de Bourgogne (Le Pays d'Avallon), Paris, Paul Ollendorff, 1893.
- La Vie de Pasteur, Paris, Hachette, 1900, 1907, 1909, 1911, 1918], 1919, 1922, 1931. Biographie de Louis Pasteur avec tous les détails sur ses recherches, notamment en matière d'œnologie, la publication de ses Études sur le vin, etc. , prix Alfred-Née de l’Académie française en 1902.
- Madame Pasteur, Besançon, Marion, 1913. Conférence faite dans la salle du Palais Granvelle à Besançon le 14 avril 1913, sous le patronage de la Conférence Saint-Thomas d'Aquin.
- Le Duc d’Aumale, 1922.